# Luis Amiama Tió
Luis Amiama Tió (9 de noviembre de 1914, San Pedro de Macorís - 7 de diciembre de 1980, Estados Unidos) fue uno de los partícipes en la muerte de Rafael Trujillo, dictador de la República Dominicana.

## Biografía
Luis Amiama Tió nació en San Pedro de Macorís el 9 de noviembre de 1914, uno de los cuatro hijos de Luis Amiama Gómez y Carmela Tió Joubert. Su padre murió tras una pulmonía en 1923, y su madre se dedicó a la costura para sacar a su familia adelante. Se dedicó a la agricultura y al comercio en sus inicios, y en 1952 llegó a ser presidente administrativo (alcalde) de la capital Dominicana, Santo Domingo.

### Participación en el asesinato de Rafael Trujillo
Mientras se planeaba el atentado, se le asignó la tarea de convencer al general José René Román Fernández, Secretario de Estado de las Fuerzas Armadas para que participara, y según el plan, una vez muerto Trujillo, encabezaría una junta cívico-militar que se encargaría de organizar elecciones presidenciales en 1962. La noche del martes 30 de mayo de 1961, Trujillo fue asesinado en una emboscada organizada por Luis Amiama Tió, junto con Modesto Díaz, Salvador Estrella Sadhalá, Antonio de la Maza, Amado García Guerrero, Manuel Cáceres Michel, Juan Tomás Díaz, Roberto Pastoriza y Antonio Imbert Barrera.
Después del atentado, el Servicio de Inteligencia Militar estaba persiguiendo a los individuos que acabaron con la vida de Trujillo. Amiama se salvó de ser capturado tras que sus perseguidores no pudieron encontrar su escondite, que estaba en la casa de unos conocidos donde estuvo por casi seis meses. Fue el único sobreviviente, junto con Antonio Imbert Barrera, de las persecuciones hechas en represalia por el asesinato de Trujillo.

### Fallecimiento
Murió en Estados Unidos el 7 de diciembre de 1980, a los 66 años.